# Moritz Wiggers
Pour les articles homonymes, voir Wiggers.
Moritz Carl Georg Wiggers (né le 17 octobre 1816 à Rostock et mort le 30 juillet 1894 dans la même ville) est un avocat et homme politique allemand.

## Biographie
Moritz Wiggers est le cadet des deux fils du théologien, professeur d'université et recteur de l'université de Rostock, Gustav Friedrich Wiggers (de), et de Wilhelmine Henriette, née Wolff (née le 13 septembre 1789 et mort le 30 septembre 1860). Son frère aîné est le théologien, homme politique et écrivain Julius Wiggers (de).
Moritz Wiggers étudie le droit et les sciences politiques à l'Université de Heidelberg et à l'Université Georges-Auguste à Göttingen. À partir d'octobre 1835, il étudie la philosophie à l'Université de Rostock. Il rejoint le Corps Vandalia Rostock (de) (1836), Hanseatia Rostock (1837) et le Corps Guestphalia Heidelberg (de) (1837). Après avoir obtenu son diplôme avec succès, il s'installe dans sa ville natale en tant qu'avocat et notaire en 1843.
Intéressé et engagé politiquement depuis ses études, il devient rapidement l'un des principaux membres de l'Association de la presse démocratique de Rostock. Lors de la révolution allemande de 1848/1849, Wiggers est élu président de l'Assemblée constituante du Mecklembourg (de) le 3 novembre 1848. C'est le premier parlement démocratiquement élu de l'histoire du Mecklembourg, avec lequel le Mecklembourg-Schwerin devient un État de droit moderne pendant deux ans. Wiggers représente la 10e circonscription de Mecklembourg-Schwerin.
Lorsque, dans la nuit du 7 novembre 1850, le révolutionnaire Carl Schurz libère le théologien Gottfried Kinkel de la prison de Spandau près de Berlin, au cours d'une action qui fait grand bruit, et que tous deux s'enfuient en Angleterre via Warnemünde avec le soutien des démocrates du Mecklembourg, Wiggers fait partie des personnes qui ont joué un rôle déterminant dans cette évasion. Il est accusé plus tard de complicité, mais est acquitté de toutes les accusations.
Wiggers, qui est finalement sur la liste noire de la réaction, est impliqué avec son frère Julius dans le procès pour haute trahison de Rostock en 1853. Pour ces accusations, Wiggers est en détention préventive à la prison de Bützow (de) entre le 1er mai 1853 et le 9 janvier 1857. Le procès se termine par une peine de trois ans de prison, qu'il a purgée à l'établissement pénitentiaire d'État de Dreibergen. Le grand-duc Frédéric-François II le gracie le 24 octobre 1857 ; mais est interdit de retourner à sa profession à vie. Wiggers s'installe donc comme écrivain à Rostock, comme son frère Julius Wiggers. Pendant ce temps, il participe également à la fondation de l'Association centrale pour la promotion de la navigation fluviale et des canaux allemande. L'Association nationale allemande trouve un employé et un conseiller zélé en Wiggers.
Wiggers représente le Parti progressiste allemand au Reichstag de la Confédération de l'Allemagne du Nord et - de l'élection du Reichstag de 1871 à l'élection du Reichstag de 1881 - au Reichstag de l'Empire allemand. Il est élu en 1867 dans la 3e circonscription de Berlin et à partir de 1871 dans la 3e circonscription du Reichstag du grand-duché de Mecklembourg-Schwerin (de) (Parchim–Ludwigslust).

## Œuvres (sélection)
- [Mit Julius Wiggers (de):] Geschichte der drei Mecklenburgischen Landesklöster Dobbertin, Malchow und Ribnitz. Rostock, 1848
- Die mecklenburgische Steuerreform. 1861
- Zwei Vorträge über die agrarischen Zustände in Mecklenburg-Schwerin. Leipzig, 1861
- Preußen und der Zollverein. 1862
- Der Vernichtungskampf wider die Bauern in Mecklenburg. Zur Geschichte des Junkerthums in Deutschland und zum Verständnis seiner Politik. Leipzig, 1864
- Die Finanzverhältnisse des Großherzogtums Mecklenburg-Schwerins. 1866